# Zygmunt Cieligowski
Zygmunt Cieligowski herbu Rawicz – archidiakon uniejowski w 1652 roku, kanonik płocki, włocławski, kruszwicki, sekretarz królewski.